# Adele Comandini
Adele Comandini (Nova York, 29 d'abril de 1898 - Los Angeles, 22 de juliol de 1987) va ser una guionista estatunidenca.

## Biografia
Era filla d'immigrants italians. Va començar la seva carrera com a guionista a la indústria cinematogràfica a Hollywood l'any 1926 amb l'adaptació literària per a la pel·lícula Subway Sadie . Amb el temps, va escriure els guions de més de 20 pel·lícules i episodis de televisió.
Als Premis de l'Acadèmia el 1937, va ser nominada al Premi de l'Acadèmia a la millor història original per Three Smart Girls (1936). Altres pel·lícules conegudes per les quals va escriure guions van ser Beyond Tomorrow (1940), Strange Illusion (1945) i Christmas in Connecticut (1945).

## Filmografia parcial
- Subway Sadie (1926)
- The Joy Girl (1927)
- The Girl from Woolworth's (1929)
- The Love Racket (1929)
- Playing Around (1930)
- Hell Bound (1931)
- A Girl of the Limberlost (1934)
- Jane Eyre (1934)
- Three Smart Girls (1936)
- The Road to Reno (1938)
- Beyond Tomorrow (1940)
- Her First Romance (1940)
- Always in My Heart (1942)
- Strange Illusion (1945)
- Christmas in Connecticut (1945)
- Danger Signal (1945)
- The Mating of Millie (1948)
- Flame of the Islands (1956)
- Christmas in Connecticut (1992)